# ハッピーアワー (フジテレビ)
ハッピーアワーは、フジテレビ（関東ローカル）にて2023年10月2日より月曜日から金曜日の13:50 - 14:48を第1部、14:48 - 15:45を第2部として放送されている再放送枠。

## 概要
2023年4月改編で『ぽかぽか』の放送時間が1時間縮小されたことに伴い、新たに設置された再放送を中心にした放送枠『+ストリーム!』の改題・リニューアル枠。
前番組まではドラマの再放送がメインだったのに対し、本枠はバラエティや他のジャンルも含めて放送していく方針。
初回放送は『イット!緊急前拡大 新社名は?ジャニーズ会見』となった。
前番組に続き、第1部本編終了後の14:47に次番組となるニュース番組『イット!』のスタジオから同番組メインキャスターの青井実（フリーアナウンサーで元NHKアナウンサー、2024年4月 - ）が出演し「3時45分からはイット!」と言い、放送予定の2項目をVTRで紹介。その後当日夜あるいは近日中に放送予定番組の番宣CMが30秒放送される。また15:38頃にも画面下部に『イット!』の放送予定項目がテロップ表記されている。

## 放送作品
※表記無し＝本放送、[再]＝再放送（[追再]＝追っかけ）、[事]＝事前番組、[韓]＝韓国作品、[米]＝アメリカ作品、[関]＝関西テレビ制作

### 国内ドラマ・映画

#### 2023年
- 山村美紗サスペンス 赤い霊柩車シリーズ第24〜34作[再]（10月3 - 5・11 - 13・16 - 17・19・23 - 24日[注 2]）[注 3]
- ミステリと言う勿れ タイムカプセル編アンコール放送&映画メイキングSP（10月6日[注 2]）[注 4]
- まだ間に合う!今夜よる10時から第4話!「パリピ孔明」【孔明お経ラップ!】[事]（10月18日第1部）
- うちの弁護士は手がかかる第1話[追再][注 5]（10月20日第1部）
- 浅見光彦シリーズ第34・42・45作[再]（10月25 - 27日[注 2]）
- 西村京太郎サスペンス 十津川刑事の肖像第1・3作[再]（10月30・31日[注 2]）
- 外科医 鳩村周五郎第2・11作[再]（11月1・2日[注 2]）
- 世にも奇妙な物語 傑作選[再]（11月3日[注 2]）[注 6]
- まだ間に合うドラマ「ONE DAY」!!【来週放送の8話をより楽しめる総集編!】[事]（11月24日第2部）
- 浅見光彦シリーズ第24・39・48作[再]（12月6 - 8日[注 2]）
- 山村美紗サスペンス 赤い霊柩車シリーズ第19〜23作[再]（12月11 - 15日[注 2]）
- イチケイのカラス[再]（12月27日 - 12月29日[注 7]）

#### 2024年
- 大奥シリーズ
  - 大奥（菅野美穂・池脇千鶴・浅野ゆう子主演版）[再]（1月9 - 12・15 - 16日[注 2][注 8]）[注 9]
  - 大奥〜第一章〜（松下由樹主演版）[再]（1月17 - 19・22 - 23日[注 2]、1月24日第1部）[注 9]
  - 大奥（小芝風花主演版）第1話[追再][注 5]（1月24日第2部）
  - 大奥〜華の乱〜（内山理名主演版）[再]（1月25 - 26・29 - 31日[注 2]）[注 9]
- 君が心をくれたから第1話[追再][注 5]（1月15日第1部）
- 救命病棟24時シリーズ[注 10]
  - 救命病棟24時（第1シリーズ）[再]（2月1 - 2・5 - 8日[注 2]、2月9日第1部）
  - 救命病棟24時（第2シリーズ）[再]（2月9日第2部、2月13 - 16・19 - 20日[注 2]）
  - 救命病棟24時（第4シリーズ）[再]（2月21日 - 22・26 - 27日[注 2]）
  - 救命病棟24時スペシャル[再]（2月28日[注 2]）
  - 救命病棟24時（第5シリーズ）[再]（2月29日 - 3月1・4 - 6日[注 2]）
- ガリレオシリーズ[注 11]
  - ガリレオ（第1シリーズ）[再]（3月7 - 8・12 - 14日[注 2][注 12][注 13]）
  - ガリレオΦ[再]（3月15日[注 2]）
  - ガリレオXX[再]（3月18日[注 2]）
  - ガリレオ（第2シリーズ）[再]（3月19日第1部、3月21 - 22・25 - 28日[注 2][注 14]）
  - ガリレオ 禁断の魔術[再]（3月29日[注 2]）
- コード・ブルー -ドクターヘリ緊急救命-シリーズ[注 15]
  - コード・ブルー -ドクターヘリ緊急救命- THE FIRST SEASON[再](4月1 - 5日[注 2]、4月8日第1部)
  - コード・ブルーSP[再]（4月9日[注 2]）
  - コード・ブルー -ドクターヘリ緊急救命- THE SECOND SEASON[再]（4月10 - 12・15 - 18日[注 2][注 16]）
  - コード・ブルー -ドクターヘリ緊急救命- THE THERD SEASON[再]（4月19日第1部、4月22 - 26日[注 2]、4月30日第1部）
- 今週土曜夜9時は「PICUスペシャル」!ダイジェスト&インタビュー![事]（4月8日第2部）
- 366日第1話[追再][注 5]（4月15日第2部）
- Re:リベンジ-欲望の果てに-第1話[追再][注 5]（4月18日第2部）
- イップス第1話[追再][注 5]（4月19日第2部）
- 5→9私に恋したお坊さん[再]（4月30日第2部、5月1日第1部、5月2 - 3・6 - 7日[注 2]）
- ブルーモーメント第1話[追再][注 5]（5月1日第2部）
- ブザー・ビート〜崖っぷちのヒーロー〜[再]（5月8 - 10・13 - 15日[注 17][注 2]）
- プロポーズ大作戦[再]（5月16 - 17・20 - 22日[注 2]、5月23日第1部）
- 古畑任三郎シリーズ[注 18]
  - 古畑任三郎（第1シリーズ）[再]（5月24・27 - 31日[注 2]）
  - 古畑任三郎 笑うカンガルー[再]（6月3日[注 2]）
  - 古畑任三郎（第2シリーズ）[再]（6月4 - 7・10日[注 2][注 19]、6月11日第1部[注 20]）
  - 古畑任三郎（第3シリーズ）[再]（6月11日第2部、6月12 - 14・17日[注 2]、6月18日第1部[注 21]）
  - 古畑任三郎ファイナル 今、蘇る死[再]（6月19日[注 2]）
  - 古畑任三郎ファイナル フェアな殺人者[再]（6月20日[注 2]）
  - 古畑任三郎ファイナル ラスト・ダンス[再]（6月21日[注 2]）
- ブルーモーメント ラスト2話最強台風編直前SP[事]（6月18日第2部）
- 謎解きはディナーのあとで[再]（6月24 - 28日[注 2]、7月1日第1部）
- ラッキーセブン[再]（7月1日第2部、7月2 - 5日[注 2]、7月9日[注 22]）
- 海のはじまり第1話[追再]（7月8日[注 23]）
- ラストホープ[再]（7月10 - 12・16 - 17日[注 2]、7月18日第1部）
- 医龍-Team Medical Dragon-シリーズ
  - 医龍-Team Medical Dragon-（第1期）[再]（7月18日第2部、7月19・22 - 25日[注 2]）
  - 医龍-Team Medical Dragon-2（第2期）[再]（7月26・29日 - 8月2日[注 2][注 24]、8月5日第1部）
  - 医龍-Team Medical Dragon-3（第3期）[再]（8月5日第2部、8月6 - 9・13日[注 2]）
  - 医龍4-Team Medical Dragon-（第4期）[再]（8月14日[注 2]、8月15 - 16・19 - 23・26 - 28日第1部）
- フラジャイル[再]（8月15・19 - 23・26 - 29日第2部[注 25]）
- オリエント急行殺人事件[再]（8月29日第1部、8月30日・9月2日[注 2]、9月3日第1部）[注 26]
- 黒井戸殺し[再]（9月3日第2部、9月4日[注 2]）[注 26]
- 死との約束[再]（9月5日[注 2]、9月6日第1部）[注 26]
- 振り返れば奴がいる[再]（9月6日第2部、9月9 - 13日[注 2]）[注 26]
- 踊る大捜査線シリーズ
  - 踊る大捜査線[再]（9月16 - 20・23日[注 27][注 2]）
  - 踊る大捜査線 歳末特別警戒スペシャル[再]（9月24日[注 2]、9月25日第1部）
  - 踊る大捜査線 番外編 湾岸署婦警物語 初夏の交通安全スペシャル[再]（9月25日第2部、9月26日第1部）
  - 踊る大捜査線 秋の犯罪撲滅スペシャル[再]（9月26日第2部、9月30日[注 2]）
- ビーチボーイズ[再]（10月1日[注 28]、10月2 - 4・7 - 8日[注 2]、10月9日[注 29]）
- ラジエーションハウス〜放射線科の診断レポート〜シリーズ
  - ラジエーションハウス〜放射線科の診断レポート〜[再]（10月9日[注 30]、10月10 - 11・16 - 18日[注 2]）
  - ラジエーションハウス 特別編〜旅立ち〜[再]（10月22日[注 2]）
  - ラジエーションハウスII〜放射線科の診断レポート〜[再]（12月5日[注 31]、12月6日[注 32]、12月9 - 12日[注 2]、12月13日第1部）
- 東野圭吾ミステリーズ[再]（10月21日第1部、10月23 - 25・28 - 11月1・4・7日第1部）
- 嘘解きレトリック第1話[追再][注 5]（10月21日第2部）
- 名前をなくした女神[再]（10月23 - 25・28 - 11月1・4 - 5・7日第2部）
- オクラ〜迷宮入り事件捜査〜 1・2・3話ダイジェスト＆4話[追再][注 5]（11月5日第1部）
- 山村美紗サスペンス 赤い霊柩車シリーズ第22作[再]（11月11日[注 2]）
- 白い巨塔（唐沢寿明主演版）[再]（11月12 - 15・18日[注 2]、11月19日[注 33]、11月20 - 22・25 - 26日[注 2]、11月27日第1部）
- 山村美紗サスペンス 赤い霊柩車シリーズ第23・26〜27・32作[再]（11月28・12月2 - 4日[注 2]）
- コンフィデンスマンJPシリーズ[注 34]
  - コンフィデンスマンJP[再]（12月13日第2部、12月16日[注 2]、12月17 - 20・23 - 26日第1部）
  - コンフィデンスマンJP 運勢編[再]（12月27日[注 2]）
- 監察医 朝顔シリーズ[注 35]
  - 監察医 朝顔（第1シリーズ）[再]（12月17 - 20・23 - 26日第2部[注 36]、12月30日[注 37]、12月31日[注 38]）
  - 監察医 朝顔 2022スペシャル[再]（12月31日[注 37]）

#### 2025年
- 西遊記（香取慎吾主演版）[再]（1月6日[注 39]、1月7 - 10・13日[注 2]、1月14日第1部）[注 40]
- ミニドラマライブ エピソード木10 日本一の最低男編[事]（1月6日[注 41]）
- イチケイのカラス[再]（1月14日第2部、1月15 - 16・21 - 23日[注 2]、1月24日[注 31]）
- 119エマージェンシーコール[追再]（1月20日[注 31]、2月3日第2部）
- ミニドラマライブ エピソード火9 アイシー編[事]（1月20日[注 41]）
- 離婚弁護士シリーズ
  - 離婚弁護士[再]（1月27日[注 2]、1月28日第1部、1月29 - 31日[注 2]、2月3 - 4日第1部）
  - 離婚弁護士II〜ハンサムウーマン〜[再]（2月4日第2部、2月5 - 7・10・12日[注 2]）
- アイシー〜瞬間記憶捜査・柊班〜[追再]（1月28日第2部[注 5]、2月18日第2部）
- 最高の離婚Special 2014[再]（2月11日[注 2]）
- BOSSシリーズ
  - BOSS（2ndシーズン）[再]（2月13・17日[注 2]、2月18日第1部、2月19 - 21日[注 2]）
  - BOSS（1stシーズン）[再]（4月16 - 18日[注 2]、4月21日第1部、4月22日[注 2]、4月23 - 24日第1部）
- 結婚できない男シリーズ
  - 結婚できない男[関][再]（2月24 - 28・3月3日[注 2]）
  - まだ結婚できない男[関][再]（3月4 - 7・10日[注 2]）
- silent[再]（3月11日[注 33]、3月12日 - 13・17 - 19日[注 2]）
- 山村美紗サスペンス 赤い霊柩車シリーズ第20作[再]（3月14日[注 2]）
- 最後から二番目の恋シリーズ[注 42]
  - 最後から二番目の恋[再]（3月20日第1部、3月21・24日[注 2]、3月25日第1部、3月26 - 27日[注 2]、3月31日第1部）
  - 続・最後から二番目の恋[再]（4月1 - 4・7 - 11日第1部、4月14日[注 2]）
  - 続・続・最後から二番目の恋[追再][注 5]（4月21日第2部）
- マルモのおきて[再]（3月28日[注 43]、3月31 - 4月4・7 - 11日第2部、4月15日第1部）
- 人事の人見[追再][注 5]（4月15日第2部）
- Dr.アシュラ[追再][注 5]（4月23日第2部）
- グッド・ドクター[再]（4月24日第2部、4月25・28 - 30日[注 2]、5月1日第1部）
- 絶対零度シリーズ
  - 絶対零度〜未解決事件特命捜査〜（Season1）[再]（5月1日第2部、5月2・5 - 8日[注 2]）
  - 絶対零度〜特殊犯罪潜入捜査〜（Season2）[再]（5月9・12 - 15日[注 2][注 44]）
- Dr.コトー診療所シリーズ
  - Dr.コトー診療所（第1期）[再]（5月16日[注 31]、5月19 - 21日[注 2]、5月22 - 23・26 - 27日第1部）
  - Dr.コトー診療所2006（第2期）[再]（5月28 - 30・6月2 - 6日第1部、6月9 - 10日[注 2]、6月11日第1部）
- 信長協奏曲[再]（5月22 - 23・26 - 30・6月2 - 6日第2部）[注 45]
- 医龍-Team Medical Dragon-シリーズ
  - 医龍-Team Medical Dragon-（第1期）[再]（6月11日第2部、6月12 - 13・16 - 18日[注 2]）
  - 医龍-Team Medical Dragon-2（第2期）[再]（6月19 - 20・23 - 26日[注 2]）
  - 医龍-Team Medical Dragon-3（第3期）[再]（6月27・30 - 7月3日[注 2]、7月4日第1部）
  - 医龍4-Team Medical Dragon-（第4期）[再]（7月4日第2部、7月7 - 11日[注 2]、7月15日第1部）
- 明日はもっと、いい日になる[追再]（7月14日[注 31]）
- ビター・ブラッド〜最悪で最強の親子刑事〜[再]（7月15日第2部、7月16 - 18・21 - 22日[注 2]）
- 山村美紗サスペンス 赤い霊柩車シリーズ第25作[再]（7月23日[注 2]）
- 僕のいた時間[再]（7月24 - 25・28日[注 2]、7月29日第1部、7月31 - 8月2日[注 2]）[注 46]
- スティンガース 警視庁おとり捜査検証室[追再][注 5]（7月29日第2部）
- 古畑任三郎シリーズ
  - 古畑任三郎ファイナル フェアな殺人者[再]（8月4日[注 2]）
  - 古畑任三郎ファイナル ラスト・ダンス[再]（8月5日[注 2]）
- はだしのゲン[再]（8月6 - 7日[注 2]）
- ゾウのはな子[再]（8月8日[注 2]）
- 北の国から[再]（8月11 - 15日第2部、8月18 - 22・25日[注 2]）[注 47]
- ほんとにあった怖い話 傑作選[事]（8月14日[注 48]）[注 49]

### 海外ドラマ・映画
- 夫婦の世界[韓]（11月6 - 10・13 - 17・20 - 22・24日第1部、11月27日 - 12月1・4 - 5日[注 2]）
- SKYキャッスル〜上流階級の妻たち〜[韓]（11月6 - 10・13 - 17・20 - 22日第2部[注 50]）

- めぐり逢えたら[米]（1月17日[注 2]）
- ベスト・フレンズ・ウェディング[米]（2月14日[注 2]）

### バラエティ
- 小泉孝太郎&ムロツヨシ 自由気ままに2人旅明日夜7時[事]（10月10日[注 2]）
- なりゆき街道旅 傑作選[再]（12月18 - 22・25 - 26日[注 2]）
- オールスター合唱バトル 明日夜7時[事]（12月27日[注 51]）

- 日曜夜7時から!千鳥の鬼レンチャン2時間SP[事]（2月23日[注 2]）
- 突然ですが占ってもいいですか?今夜は2時間SP!◆今夜7時!亀梨和也が登場[事]（3月19日第2部）
- 付度ギライな芸能人夫婦と川島明のオシドリジャッジ（5月23日第2部）
- FNS27時間テレビ 今週土曜よる6時30分[事]（7月15日[注 2]）
- なりゆき街道旅（11月8日[注 2]）[注 52][4]

- ぽかぽか延長戦（1月6 - 10・13 - 14日[注 53]）

### 報道・情報
- イット!緊急前拡大（10月2日[注 2]）
- イット!前拡大「芸術分野のノーベル賞」世界文化賞まもなく授賞式（10月18日第2部）
- 旬感LIVE とれたてっ![関]（11月23日[注 2][注 54]）[注 55]

- 旬感LIVE とれたてっ![関]（2月12日[注 56]、3月20日[注 57]、4月29日[注 58]、8月12日[注 59][注 2]、9月27日第1部[注 60][注 61]、11月6日[注 33]、11月29日[注 2]、12月6日[注 33]）
- FNN緊急特報 自民党新総裁決定（9月27日第2部）
- めざましテレビPresents 反町隆史の原点「ビーチボーイズ」をたどる旅（10月1日[注 62]）
- イット!米大統領選SP（11月6日[注 32]）
- 世界文化賞まもなく授賞式SP～鈴木京香とめぐる世界芸術の展覧～（11月19日[注 32]）

- 「ノンストップ!」発ヒット商品スペシャル（1月24日[注 41]）
- 佐世保発TVショップ（3月20日第2部）
- イット!前拡大「今、フジテレビをどう思いますか?反省と再生の現在地」（3月25日第2部）
- 「ノンストップ!」発メガヒット商品SP（3月28日[注 63]）
- いいものプレミアム ヒット商品SP（5月16日[注 41]、7月14日[注 41]）

### ドキュメンタリー
- 逮捕の瞬間!警察24時 熱き警察官のお仕事SP[再]（10月20日第2部）[注 64]

- 元日の大震災 日本航空石川野球部 ～つながる絆、恩返しの甲子園～[再]（11月27日第2部）

- わ・す・れ・な・い〜福島と能登〜 語り継ぐ震災の記憶（3月11日[注 32]）

### スポーツ
- 東京大賞典（12月29日[注 65]）[注 66]

- MLBナ・リーグ優勝決定シリーズ第2戦「ドジャース VS メッツ」（10月15日[注 2]）[注 67]
- 今月開幕!全日本フィギュアスケート選手権2024 ミラノ五輪へ続く氷上決戦[事]（12月5日[注 41]）

### アニメ
- 劇場版「鬼滅の刃」無限城編 第一章絶賛公開中!緊急招集!まだまだ間に合う!テレビアニメ「柱稽古編」全集中放送（8月11 - 13日第1部、8月14日[注 68]、8月15日第1部）

## 休止
- 10月9日 - 『第35回出雲全日本大学選抜駅伝』を生中継(13:00 - 15:25)のため休止[注 69]。

- 1月1日〜1月5日 - 正月特番（事前番組などを含む）のため休止。
- 1月8日 - 『ジャパネットたかた杯 第76回春の全国高校バレー・男子決勝&女子決勝』を生中継(13:50 - 16:50)のため休止[注 70]。
- 3月11日 - 『FNN報道特別番組 東日本大震災から13年 「震度7"犠牲者ゼロ"の町」』(13:50 - 14:50)と、『わ・す・れ・な・い巨大地震再び…教訓は生きたのか』(14:50 - 15:45)[注 71]をそれぞれ放送のため休止。
- 10月14日 - 『第36回出雲全日本大学選抜駅伝』を生中継(13:00 - 15:25)のため休止[注 69]。

- 1月1日〜1月3日 - 正月特番（事前番組などを含む）のため休止。